# Lauenstein (Altenberg)
Lauenstein ist ein Ort im oberen Müglitztal, der heute ein Stadtteil der Stadt Altenberg ist. Es zählt zu den ältesten Siedlungsgründungen im Osterzgebirge und erhielt 1494 das Stadtrecht. 1994 wurde Lauenstein mit Bärenstein unter dem Namen Bärenstein zusammengeschlossen und 1996 nach Geising umgegliedert, mit dem es 2011 nach Altenberg eingemeindet wurde.

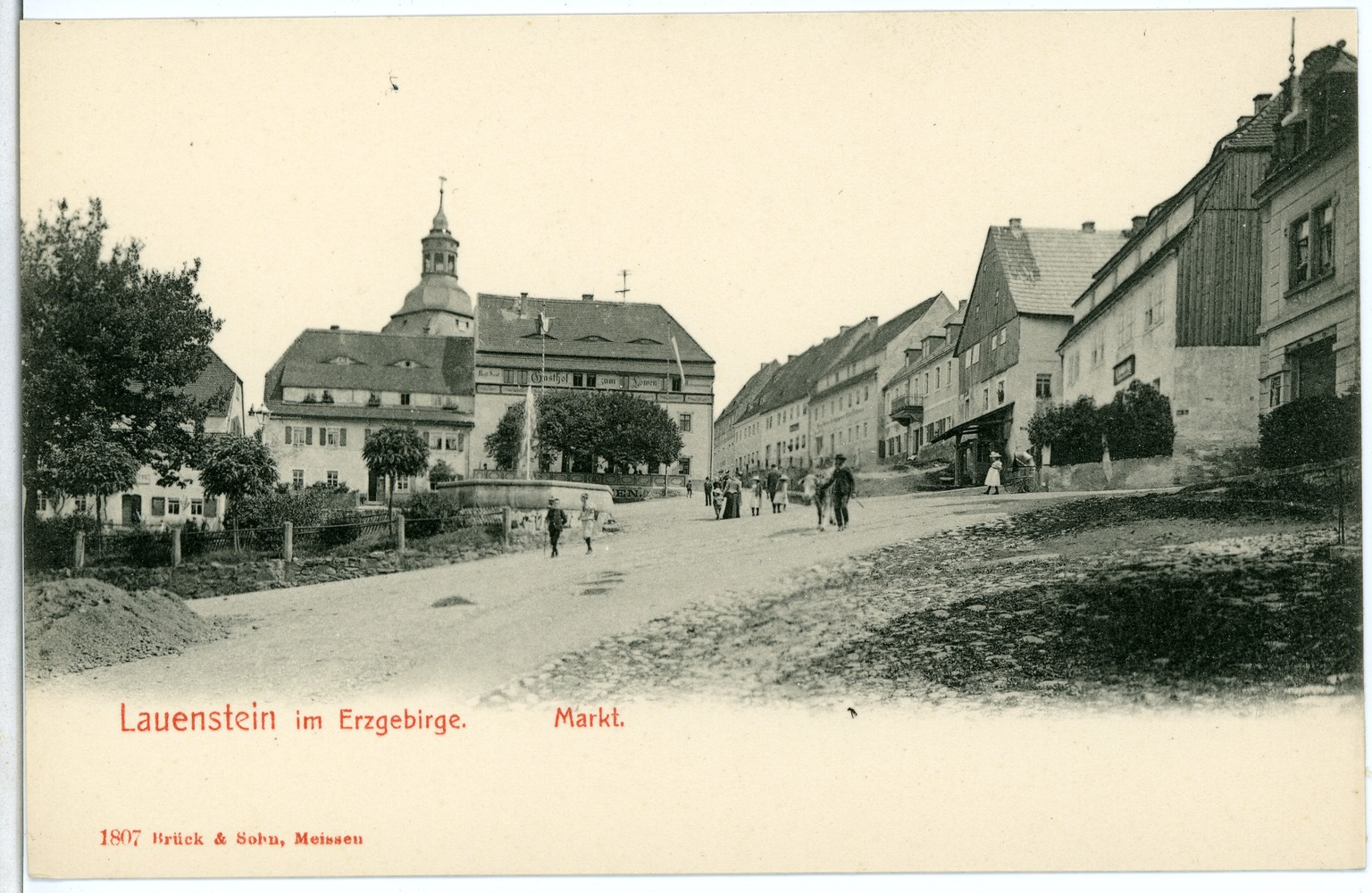
Marktansicht, 1901

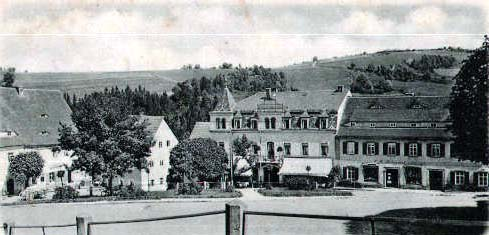
Marktansicht um 1907

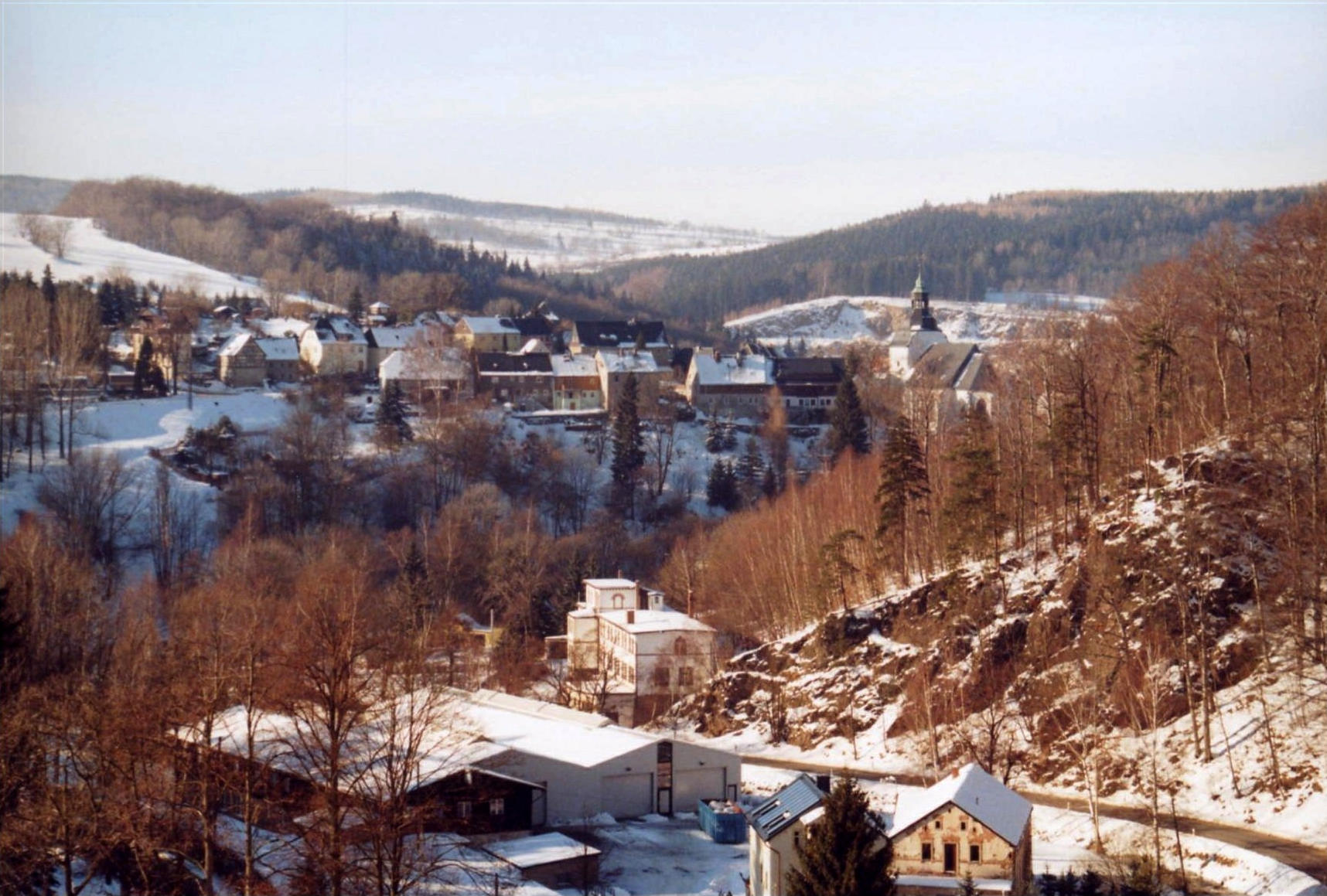
Blick auf Lauenstein 2005

## Geografie

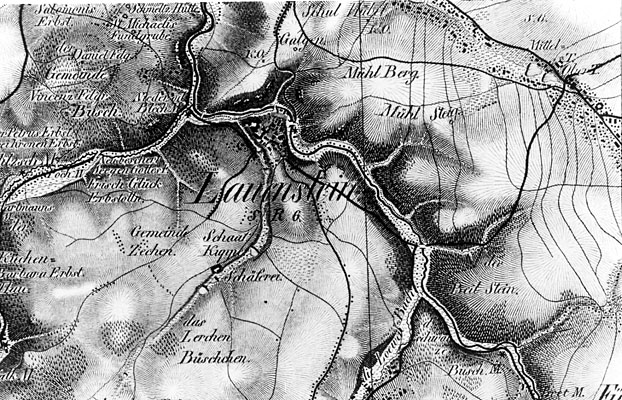
Lauenstein auf der Oberreitschen Karte von 1821

### Geografische Lage
Lauenstein liegt etwa 40 km südlich von Dresden im Osterzgebirge im oberen Tal der Müglitz. Der Ort erstreckt sich vom Bahnhof auf 470 m Höhe an den linken Hängen der Müglitz bis 710 m hoch aufsteigend über dem Fluss. Das Zentrum befindet sich auf einer Terrasse etwa 50 m über dem Müglitztal.

### Geologie
Die im Raum Lauenstein lagernden Untergrundgesteine sind dem Freiberger Grauen Gneis zuzuordnen. Dieses Gestein entstand im Laufe der Heraushebung des Erzgebirges bei der Umwandlung älterer Sedimente unter hohem Druck. In der letzten Phase der Gebirgsbildung kam es im Oberkarbon zum Aufstieg metallhaltiger Lösungen und Dämpfe, die in die Erdkruste eindrangen und Erzlagerstätten bildeten.

### Naturraum

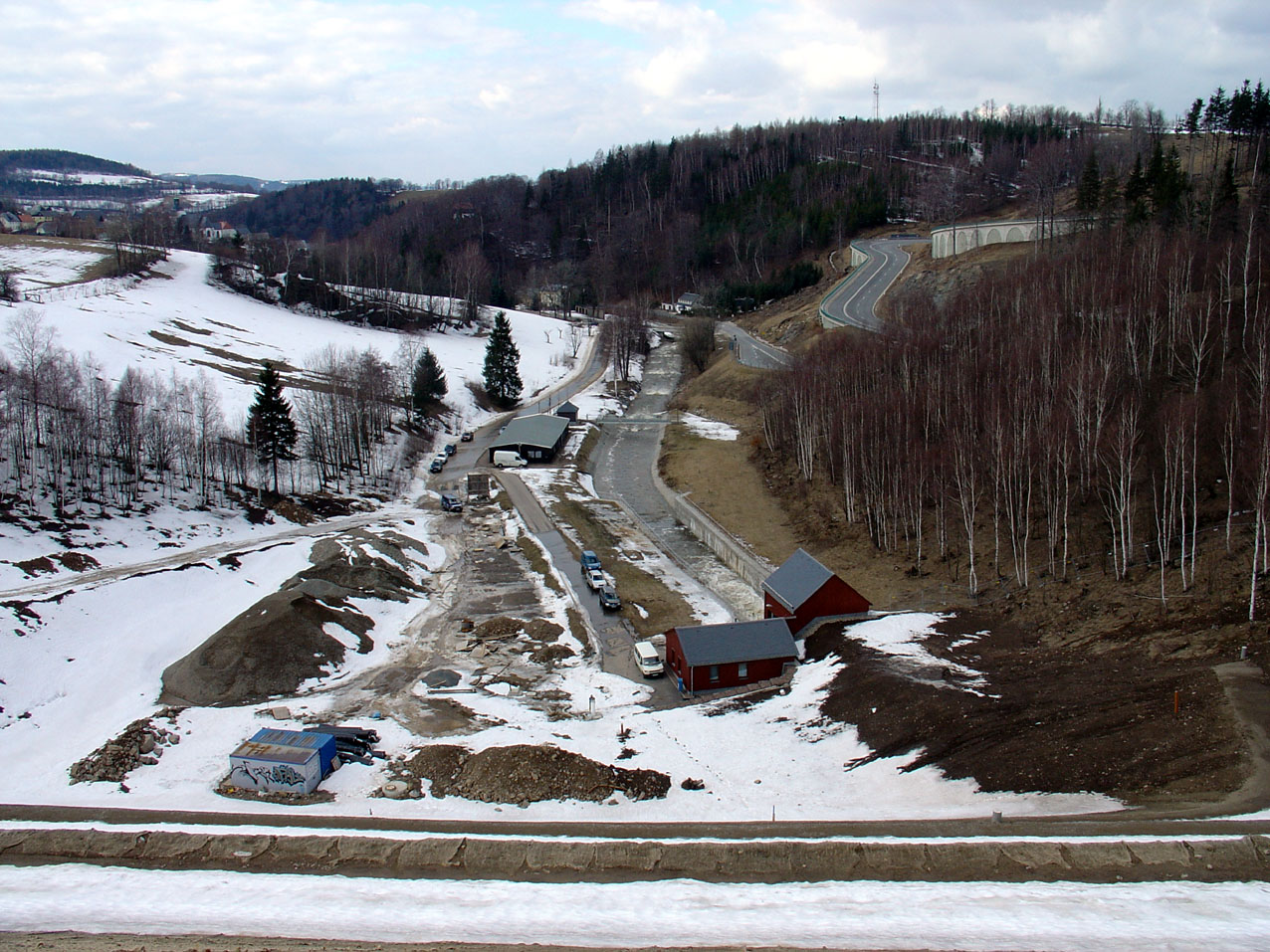
Müglitztal oberhalb von Lauenstein

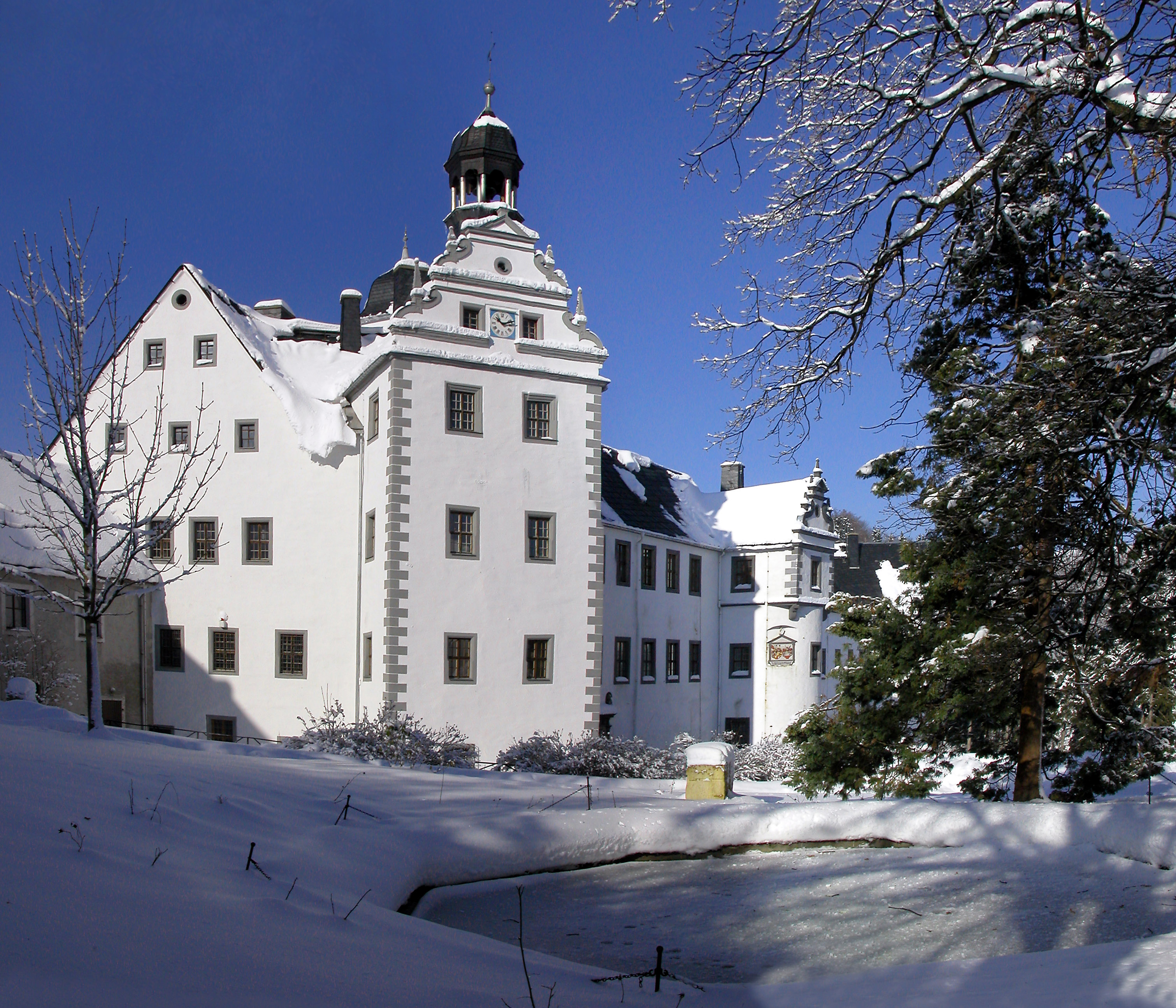
Schloss Lauenstein

Die Umgebung Lauensteins gehört zum Osterzgebirge, einer bis zu 905 m hohen, abgetragenen Rumpfflächenlandschaft mit wenig ausgeprägten Erhebungen. Einzige Ausnahme bildet der 824 m hohe Basaltschlot des Geisingberges etwa vier Kilometer südwestlich von Lauenstein. Nach Norden hin nehmen die Höhen gleichmäßig ab. Den gebirgigen Charakter und ihre Gliederung erhält die Region durch tief eingeschnittene Flusstäler, insbesondere das der Müglitz. Das Lauensteiner Klima wird von Jahresmitteltemperaturen um 6 °C und jährlichen Niederschlägen um 870 mm, davon etwa 25 % als Schnee, bestimmt. Da ringsum die Höhenzüge die Stadt um etwa 80 m überragen, ist sie gegen das mitunter recht raue Erzgebirgsklima geschützt. Die vorwiegend zu Braunpodsolen verwitternden Gneisböden ermöglichen eine ackerbauliche Nutzung (Vegetationsperiode etwa 200 Tage), die sich allerdings wegen des Klimas und der geringen Ertragsleistung der Böden auf die Grünlandwirtschaft konzentriert. Der ursprünglich im Umfeld dominierende Fichten-Tannen-Buchen-Mischwald ist weitgehend der Landwirtschaft, Besiedlung und dem Bergbau zum Opfer gefallen. Die Waldarmut der Kammlagen im Osterzgebirge war in der Vergangenheit mitverantwortlich für wiederholt aufgetretene und teils verheerende Hochwasser, von denen das Müglitztal im Allgemeinen und die im Tal gelegenen Teile Lauensteins im Speziellen vor allem 1927 und 2002 besonders betroffen waren.

## Geschichte

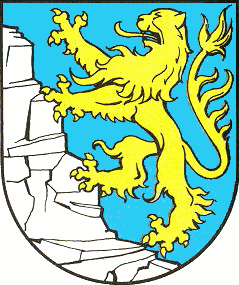
Lauensteiner Wappen

### Gründung
Die Siedlung geht auf eine im 12. Jahrhundert errichtete Grenzburg zurück, die 1289 erstmals als „castrum Levensteyn“ erwähnt wurde. Bereits 1241 wurde allerdings ein „Christianus de Lewensteine“, Sohn des Boriwo de Tarant, Verwalter der markmeißnischen Burg Tharandt, erwähnt. Der Ort Lauenstein entstand als Suburbium im Schutz der Burg. Er wurde 1340 erstmals als „hous mit dem stetychein“ bezeugt.

### Wappen und Name

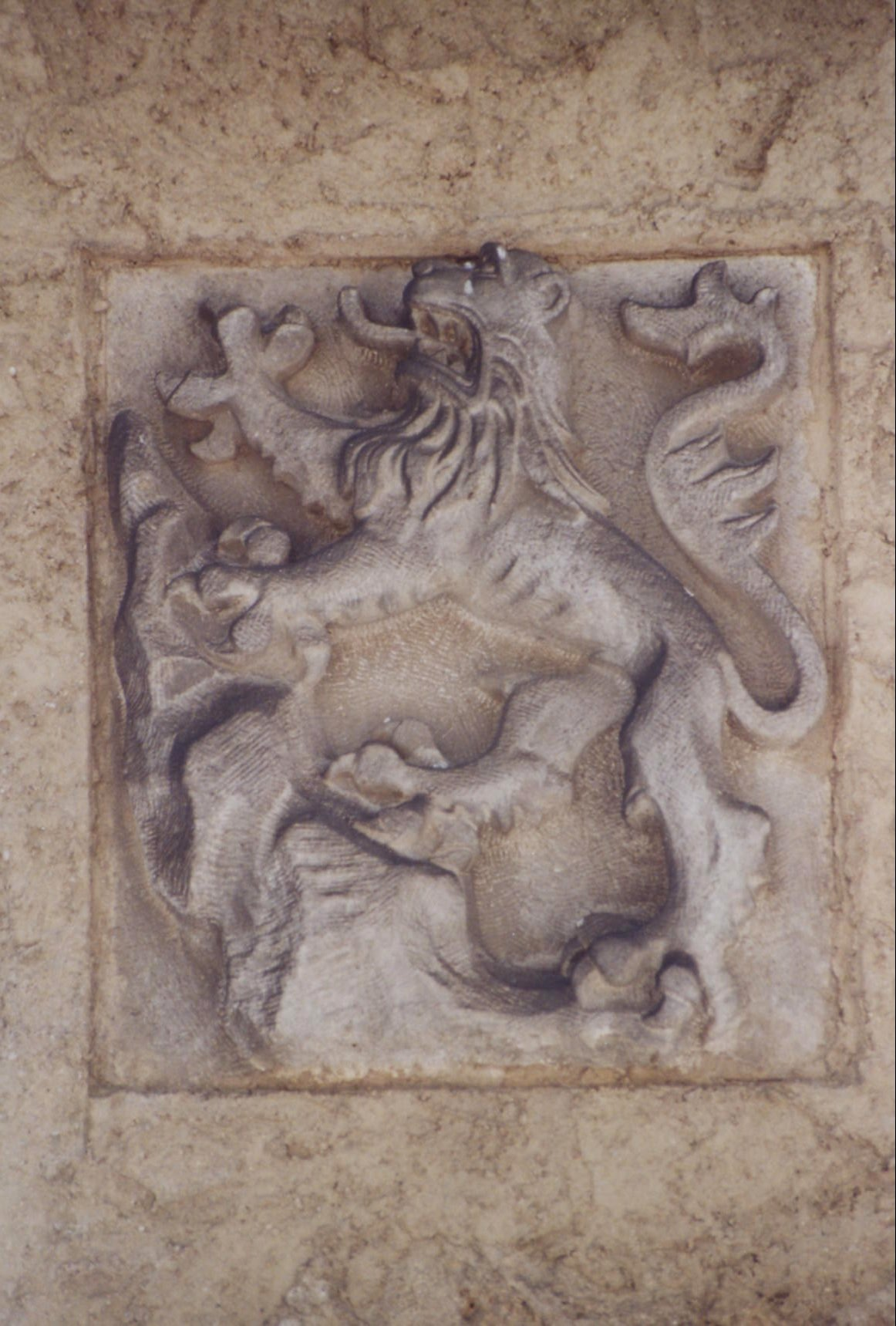
Ortswappen am Bahnhof

Das blaue Wappen der einstigen Stadt stellt einen goldenen Löwen dar, der eine silberne Felswand ersteigt. Das Motiv des felsenkletternden Löwens wurde erstmals auf einem Siegel des Jahres 1683 verwendet. Es bezieht sich auf den Stadtnamen. Der Ursprung des Namens Lauenstein ist ungeklärt. BRANDNER (1845) führte ihn auf Löwen zurück, die seiner Ansicht nach im erzgebirgischen Urwald vorkamen. Weitere Deutungen beziehen sich auf eine Ableitung vom Namen Leonhard, verweisen auf die windgeschützte Lage (der laue stein) oder konstruieren eine Ableitung aus den englischen Wörtern low und stone (Lagebeschreibung des Burgfelsens). Realistisch scheint aber vielmehr, dass die Burgherren das Wappentier wählten, weil es sich nach den Kreuzzügen als Schildtier der Ritter großer Beliebtheit erfreute. Möglicherweise bestand aber auch ein Zusammenhang zu den im markgräflich-meißnischen oder im böhmischen Wappen vorkommenden Löwen. Die Schreibweise des Namens von Burg und Stadt wechselte im Lauf der Geschichte mehrmals. Überliefert sind u. a. die Schreibweisen „castrum Levenstyn“ (vor 1289), „Lewenstein“ (1320), „Leuwenstein“ (1372), „Lauwensteyn“ (1386), „Lawenstein“ (1389), „Lauwinsteyn“ (1412), „Lawenstein“ (1485) und „Laustein“ (1515). Die heutige Schreibweise erschien erstmals bereits 1410, setzte sich aber erst ab 1800 durch.

### Entwicklung von Burg und Schloss

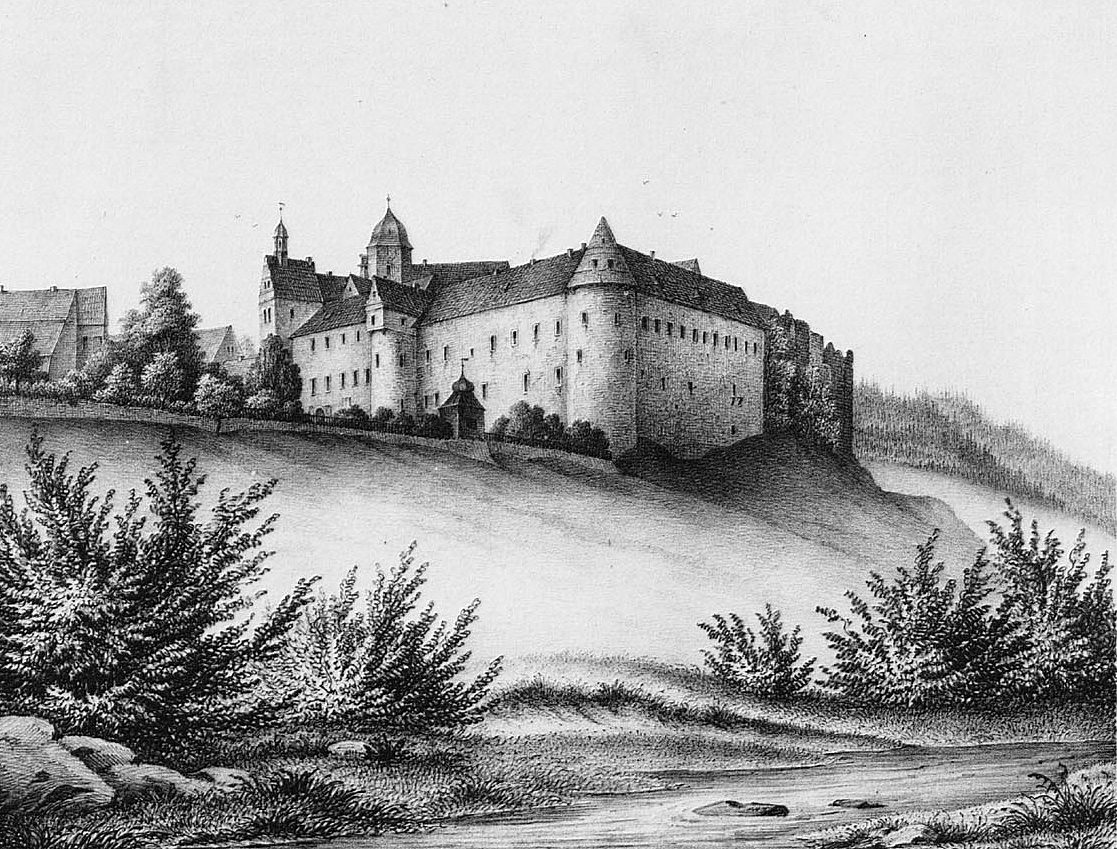
Schloss Lauenstein um 1860

Über die der Stadtentwicklung vorausgehende Gründung der Burg Lauenstein wohl um 1200 herrscht in der Geschichtsschreibung Unsicherheit. Eine Reihe von Autoren (Schmidt 1927; Hammermüller 1964; Blaschke 1966) schreibt die Anlage der Burg den Markgrafen von Meißen zu, während Adam (1994) böhmische Adlige als Gründungsväter sieht. Sollte der erste Fall zutreffen, dann diente die Anlage wohl dem Schutz der Ende des 12. Jahrhunderts entdeckten Erzlagerstätten nahe Freiberg und Dippoldiswalde. Wenn die Gründung dagegen von der böhmischen Familie der Hrabischitzer initiiert wurde, war Lauenstein wohl eher ein Vorposten der Burgen in Graupen und Kulm.
Fest steht, dass sich die Burg zum Zeitpunkt ihrer Ersterwähnung (1289 als „castrum Levensteyn“) im Besitz der Markgrafen von Meißen befand. Sie wurde in einer Frühphase der Erschließung des oberen Osterzgebirges auf einem steilen Bergsporn über dem Müglitztal als Grenzburg errichtet. Da sie nur von der schmalen Bergseite aus zugänglich war, konnte sie besonders wirksam befestigt und geschützt werden. Die Burg war Ausgangs- und Stützpunkt der ritterlich-bäuerlichen Kolonisation. Aus dieser Kolonisation gingen die Dörfer Liebenau, Löwenhain, Fürstenau und Fürstenwalde hervor. Die Burg Lauenstein schützte diese Siedlungen und die Wege des Kulmer Steiges nach Böhmen östlich von ihr und sicherte gleichzeitig die Herrschafts- und Besitzansprüche der Markgrafen von Meißen auf dem an Bodenschätzen reichen Grenzwald ab.

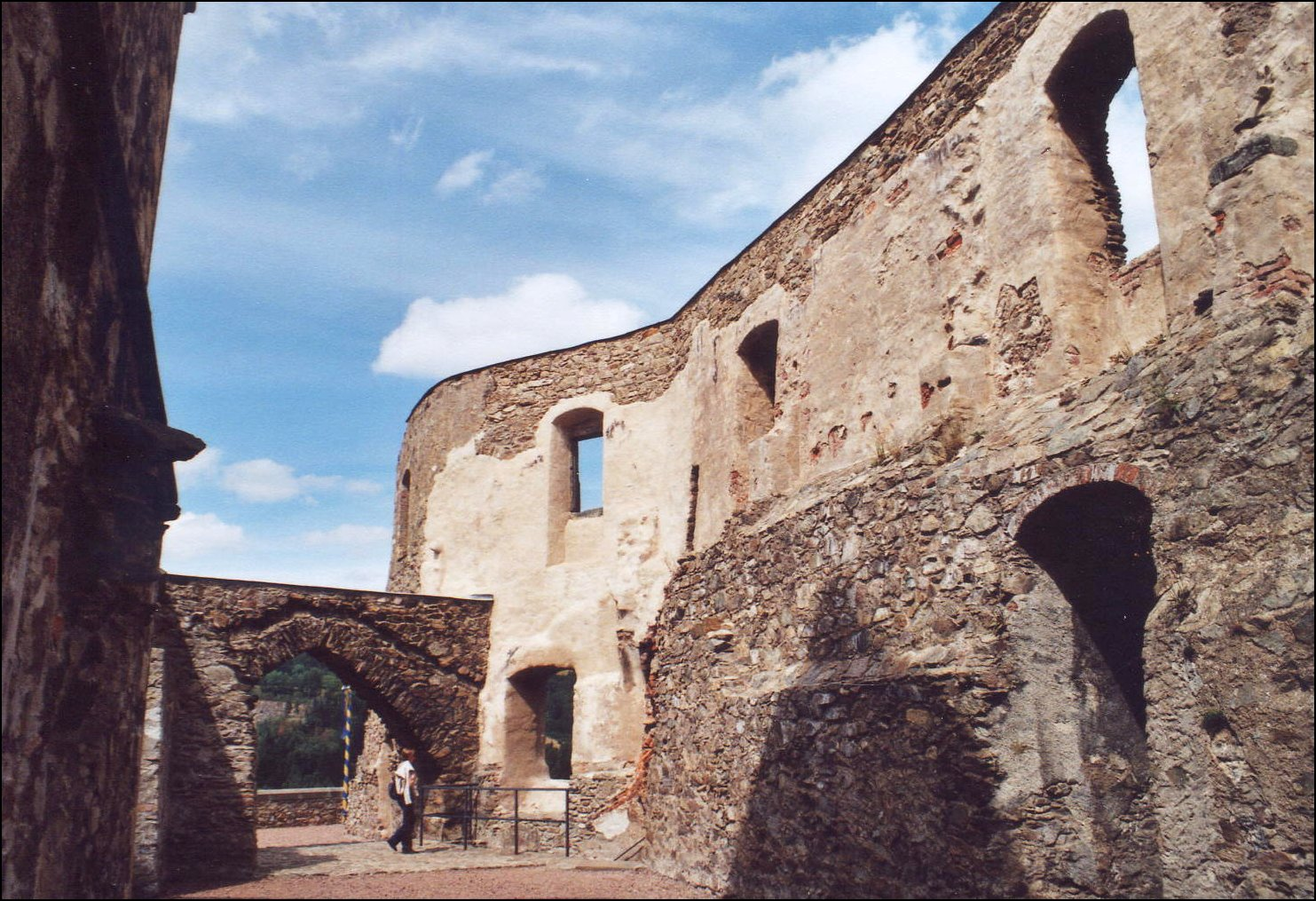
Reste der mittelalterlichen Burganlage

In der Entstehungszeit verfügte die Anlage wahrscheinlich nur über eine vergleichsweise einfache Bauform (dreieckige Kernburg ohne Bergfried mit Torturm). Da Lauenstein aber bereits 1340 als Schloss erwähnt wird, kann von einer raschen Erweiterung der baulichen Anlagen und von einer Entwicklung hin zu einer typisch mittelalterlichen Burg ausgegangen werden. Von der eigentlichen Burg sind heute allerdings nur noch Reste erhalten, da die Anlage nach einem verheerenden Stadtbrand am 2. Mai 1594 niederbrannte und an ihrer Stelle bis ins 17. Jahrhundert hinein ein Renaissancebau als Wohnschloss errichtet wurde. Dabei erfolgte die Anlage einiger reich mit Bildhauer-, Stuck- und Malerarbeiten ausgestatteter Räume, die das Schloss noch heute sehenswert machen. Bis zur Mitte des 19. Jahrhunderts waren Schloss und Stadt Lauenstein auch Mittelpunkte der ausgedehnten gleichnamigen Grundherrschaft, die bereits im 15. Jahrhundert bis auf den Erzgebirgskamm nahe Zinnwald reichte. 1835 umfasste diese Herrschaft eine Fläche von 94 km² mit der Stadt Neugeising, 15 Dörfern bzw. kleineren Siedlungen, darunter Börnersdorf, Breitenau, Fürstenau, Fürstenwalde, Hennersbach, Liebenau, Löwenhain, Oelsengrund und Zinnwald mit insgesamt 5.219 Bewohnern.

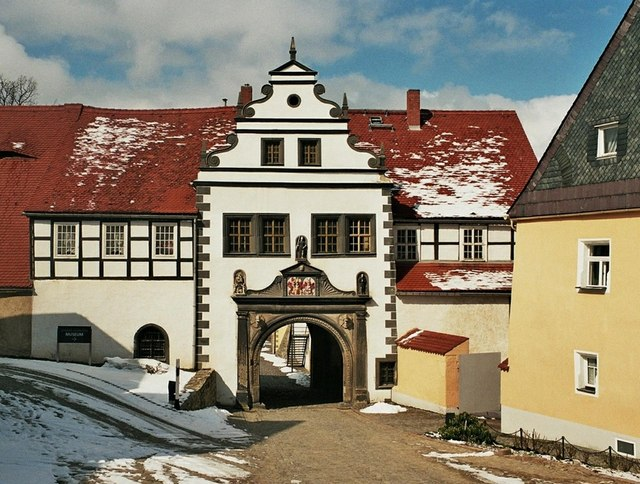
Torhaus

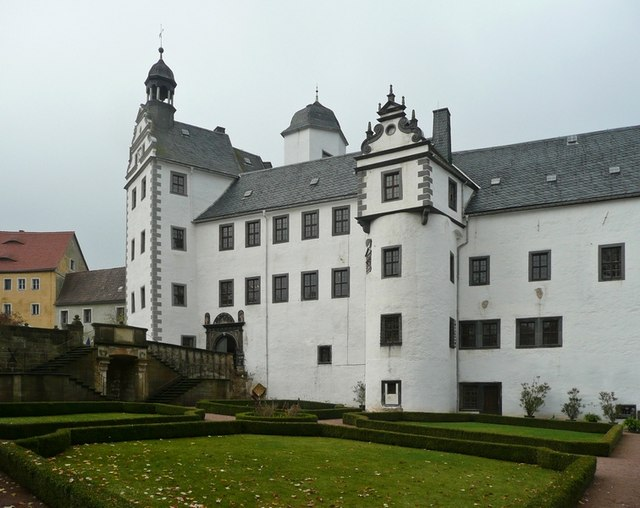
Blick vom Schlossgarten auf Schloss Lauenstein

Gegenüber diesen Untertanen verfügte der Lauensteiner Burg- und Grundherr über zahlreiche Rechte und Privilegien, darunter das Bergregal auf niedere Metalle, die Binnenfischerei in allen Bächen und Flüssen, den Mahlzwang in den Mühlen der Grundherrschaft, die Entrichtung von Lehngeldern bei Besitzveränderungen, Erbzinsen, Grundsteuer sowie die niedere und hohe Gerichtsbarkeit. Letzteres umfasste auch Verurteilungen zum Tode, vollstreckt z. B. am 21. Dezember 1602: …den 21. Decembr. ist zu Launstein auf dem Marckte der gewesene Bürgermeister Phillipp Schelle nebst Stephan Richters Eheweibe Ehebruchs wegen enthauptet, Thomas Schmatzens Eheweib aber, mit der jener auch zugehalten, verwiesen worden. Zwischen 1607 und 1730 wurden auf dem Marktplatz vor dem Schloss sechs Todesurteile u. a. wegen Ehebruch, Kindestötung und Mord vollstreckt. Die wirtschaftliche Bedeutung der grundherrschaftlichen Privilegien verdeutlichen folgende Zahlen: Noch in der ersten Hälfte des 19. Jahrhunderts konnte der Grundherr aus seiner Herrschaft jährlich 1.371 Taler Geldzinsen, 161 Scheffel Zinskorn, 715 Scheffel Zinshafer, 410 Hühner und Gänse, über 2.500 Eier sowie über 2.300 Tage mit Dienstverpflichtungen (Feldarbeit, Ernte, Handwerksleistungen) für sich beanspruchen. Ab Mitte des 19. Jahrhunderts kamen die grundherrlichen Forderungen allmählich außer Gebrauch. Sie wurden teils durch neue Gesetze ersetzt, die Naturalleistungen durch Geldrenten abgelöst. Mit dem Regalbergbaugesetz von 1851 verlor die Herrschaft Lauenstein das niedere Bergregal und das Vasallenbergamt, das seinen Sitz in Neugeising hatte und zu dessen Revier die seit dem 16. Jahrhundert erschlossenen reichen Zinnerzlagerstätten auf dem Zinnwald gehörten, wurde aufgelöst. Nach Ende des Zweiten Weltkrieges wurden die damaligen Grundherren von Hohenthal-Püchau im Rahmen der Bodenreform enteignet. Ab 1943 waren im Schloss große Teile der wertvollsten Handschriften aus der Staats- und Universitätsbibliothek Hamburg eingelagert, welche dann 1946 durch die Rote Armee beschlagnahmt wurden. Im Schloss und seinen Nebengebäuden kamen kurzfristig auch sudetendeutsche Vertriebene unter. Seit 1980 wird die Anlage als Museum (heute Osterzgebirgsmuseum) genutzt.
Das Schloss und die Stadtkirche Lauenstein sind ausgewählte Stätten des UNESCO-Welterbes Montanregion Erzgebirge.
Im Rahmen der jahrhundertealten Geschichte traten u. a. folgende Besitzer über Burg und Herrschaft Lauenstein auf (unvollständig):

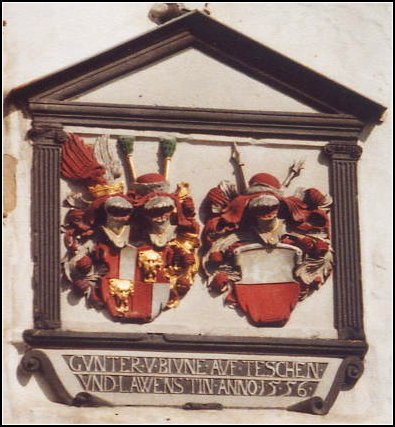
Doppelwappen für Günther von Bünau (vor 1535 bis 17. November 1576) und seine Frau Magdalena geb. von Ebeleben. Die Inschrift lautet: „GVNTER V BIVNE AVF TESCHEN VND LAWENSTIN ANNO 1556“.

- 1320: Albert der Ältere, Burggraf in Leisnig verpfändet Schloss Lauenstein an Markgraf Friedrich I. (Meißen).
- 1340: Burggrafen von Bergau
- 1372: Lauenstein wird böhmisches Lehen (bis 1459).
- 1374–1436: Die Familie von Kürbitz residiert als Vasall derer von Bergau auf Lauenstein.
- 1436: Kurfürst Friedrich II. belehnt Nikolaus, Hans und Günther von Planitz mit Lauenstein.
- 1449: Kurfürst Friedrich II. erwirbt Lauenstein, um einen Anteil an den aufkommenden Zinnbergbau von Altenberg zu erlangen. Er lässt Lauenstein von Vögten verwalten. Einer der ersten Verwalter war Kaspar von Schönberg auf Rechenberg.
- 1462: kurfürstliches Amt unter Franz von Körbitz
- 1464: Kurfürst Friedrich II. verkauft Lauenstein an Hans Münzer, einen reichen Bergwerksbesitzer und Ratsherren aus Freiberg. Der Kaufpreis betrug 700 Schock Groschen. Münzer war maßgeblich an der bergbaulichen Erschließung der Lauensteiner Region beteiligt. In die Zeit seiner Grundherrschaft fallen wahrscheinlich die ersten Zinnfunde und der Beginn des Zinnbergbaus in und um Lauenstein. Sein Sohn Erhard verkauft Lauenstein 1490.
- 1490: Stephan Alnpeck der Jüngere, Landeshauptmann zu Freiberg, erwirbt Lauenstein. Er verschafft dem Ort städtische Vorrechte.
- 1497 (nach anderen Quellen 1505): Friedrich von Saalhausen
- 1517: Die Familie von Bünau (verwandt mit den von Saalhausen) erwirbt Lauenstein. Die Bünaus waren ein weitverzweigtes sächsisches Adelsgeschlecht, die in Deutschland und Böhmen mit 15 Hauptstämmen und 28 Nebenlinien vertreten waren. Für die Region des Osterzgebirges übten sie einen maßgeblichen Einfluss auf die kulturelle und wirtschaftliche Entwicklung aus. Sie waren u. a. auch Burg- und Grundherren auf Weesenstein und auf Schloss Kuckuckstein in Liebstadt. 1821 ist die Familie aufgrund des wirtschaftlichen Niedergangs infolge des Siebenjährigen Krieges, des bayerischen Erbfolgekrieges und der napoleonischen Befreiungskriege zum Verkauf der Herrschaft Lauenstein gezwungen.
- 1821: Lauenstein gelangt für einen Preis von 175.000 Reichstalern in den Besitz von Carl Ludwig August Graf von Hohenthal auf Schloss Dölkau.
- 1826: Nach nur fünf Jahren übernahm die Familie von Hohenthal auf Schloss Püchau die Anlage samt den Besitzungen. Die von Hohenthals blieben bis zur Enteignung 1945 Schlossbesitzer.

### Entwicklung der Stadt

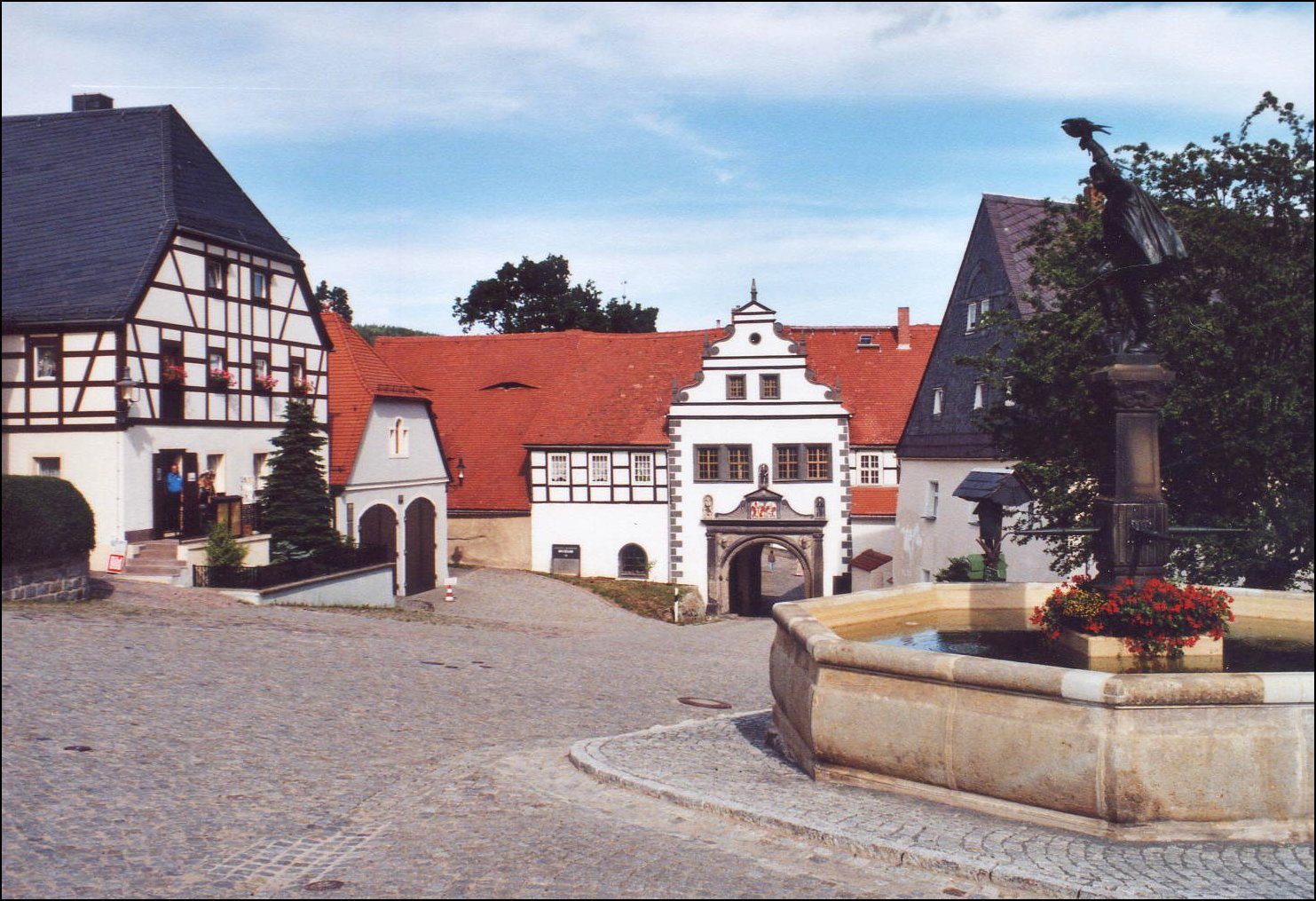
Blick über den Markt zum Schloss

Die Siedlung Lauenstein entstand als Suburbium im Schutz der gleichnamigen Burg. Sie war Mittelpunkt und damit Markt- und Gewerbeort der gleichnamigen Grundherrschaft, die sich bis auf den Erzgebirgskamm erstreckte und bereits im 15. Jahrhundert die Stadt Neugeising und sechs umliegende Dörfer umfasste. Als Siedlung wurde Lauenstein erstmals 1340 urkundlich erwähnt. Die Gründung scheint aber schon im 13. Jahrhundert erfolgt zu sein, da in der Urkunde von 1340 schon von einer Kirche und drei Eisenhämmern die Rede war. Die Verleihung der Stadtrechte erfolgte schrittweise und begann 1374 mit der Marktgerechtigkeit (Recht zur Abhaltung eines Wochenmarktes). 1489 durften die Einwohner einen Rat und Bürgermeister wählen, das volle Stadtrecht erhielt Lauenstein erst 1493 durch den Besitzer Stefan Alnpeck. Wirtschaftsgrundlage der Stadt, deren Zentrum ein steil abfallender Marktplatz mit Bürgerhäusern, geschützt von einer Stadtmauer mit drei Toren war, waren die städtischen Rechte und das darauf fußende städtische Handwerk, die vor allem im Nebenerwerb betriebene Landwirtschaft und der um 1450 einsetzende Bergbau. Letzterer führte zu einem bescheidenen Wohlstand, auch weil die Herrschaft Lauenstein mehr umfasste als nur das Stadtgebiet und in ihren Grenzen sich Teile der reichen Zinnlagerstätten um Altenberg-Geising-Zinnwald befanden.

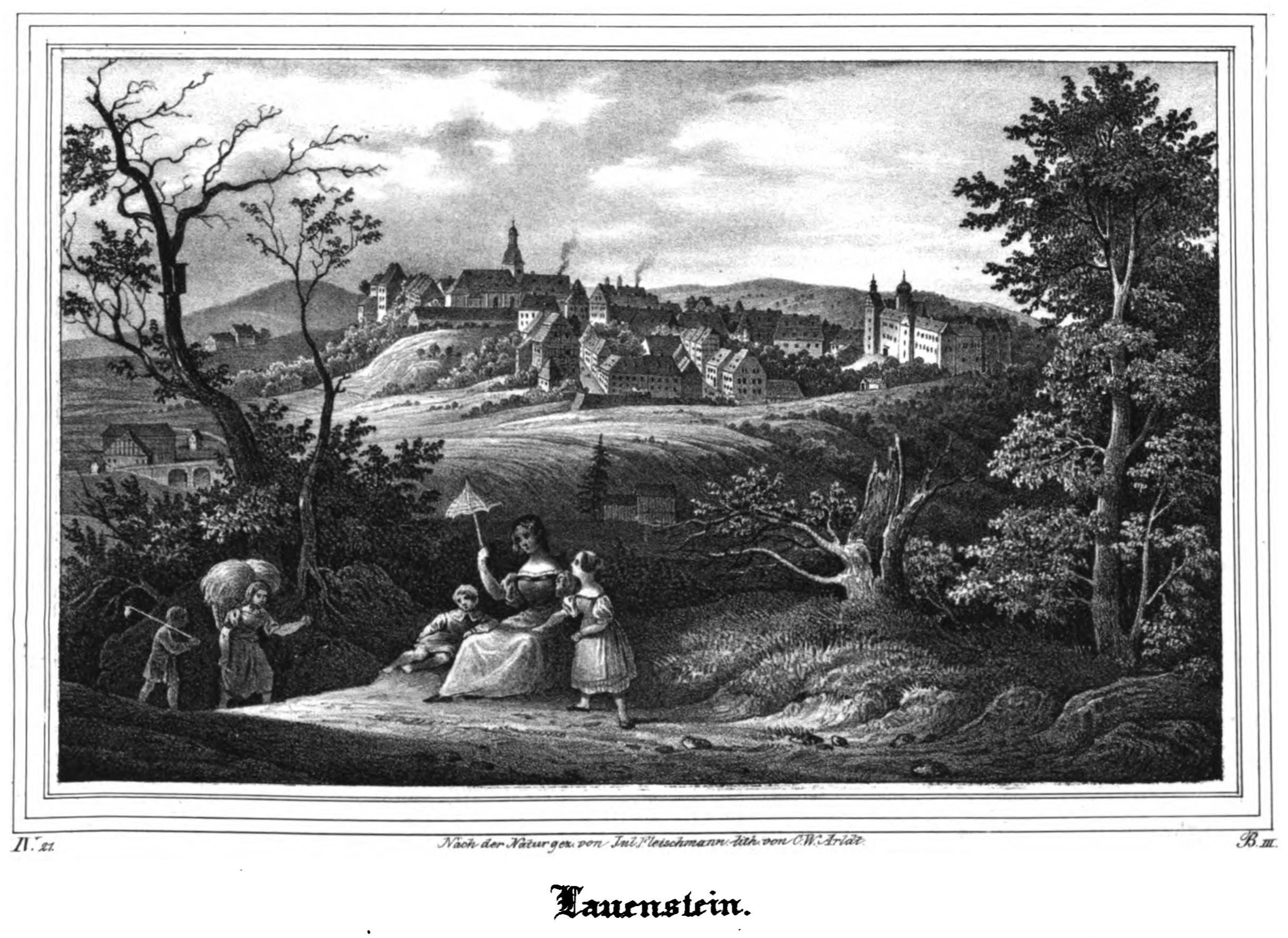
Lauenstein im Jahr 1839

Bis ins 19. Jahrhundert erfuhr die Stadt keine grundsätzlichen qualitativen Veränderungen. Die bebaute Fläche wuchs kaum, unabhängig von den Kriegseinflüssen blieb auch die Einwohnerzahl auf niedrigem Niveau vergleichsweise konstant. Geringe Entwicklungsimpulse setzten erst nach dem Ausbau der Verkehrswege (Müglitztalstraße 1857, Müglitztalbahn 1890) ein. Dabei verhinderten das dichte Stadtnetz im Umfeld (Altenberg, Geising, Bärenstein, Glashütte, Liebstadt), die naturräumlichen Bedingungen, die leicht abseitige Lage und das weitgehende Fehlen einer eigenen umfangreichen Industrie eine nennenswerte Stadtentwicklung. So blieb Lauenstein eine bescheidene Burg- und Bergstadt, die viel von ihrem ursprünglichen Gepräge mit den schmalen, steilen Straßen und alten Bürgerhäusern erhalten konnte und gerade deshalb eine städtebauliche und touristische Anziehungskraft ausübt. Dieses Potenzial wird allerdings von der Bevölkerungsschrumpfung und dem damit verbundenen Leerstand in zunehmendem Maße in Frage gestellt. Lauenstein verzeichnet seit mehr als 50 Jahren eine abnehmende Einwohnerzahl. Allein seit 1997 verlor der Ort mehr als ein Viertel der Bewohner.

### Stadtbild
Lauenstein präsentiert sich aufgrund seiner geringen Größe, im Ort wohnen etwas über 600 Einwohner (2006), als baulich kompakte Anlage. Jedoch können die im Tal gelegenen Bauten, zu denen u. a. das 1902 errichtete Amtsgericht (heute Schule), der 1938 neu in Betrieb genommene Bahnhof der Müglitztalbahn, einige Wohnhäuser und die teils erst in den letzten Jahren errichteten Gebäude der Fa. Spinner gehören, von der Kernstadt unterschieden werden.

### Bauliche Struktur und sehenswerte Bauwerke

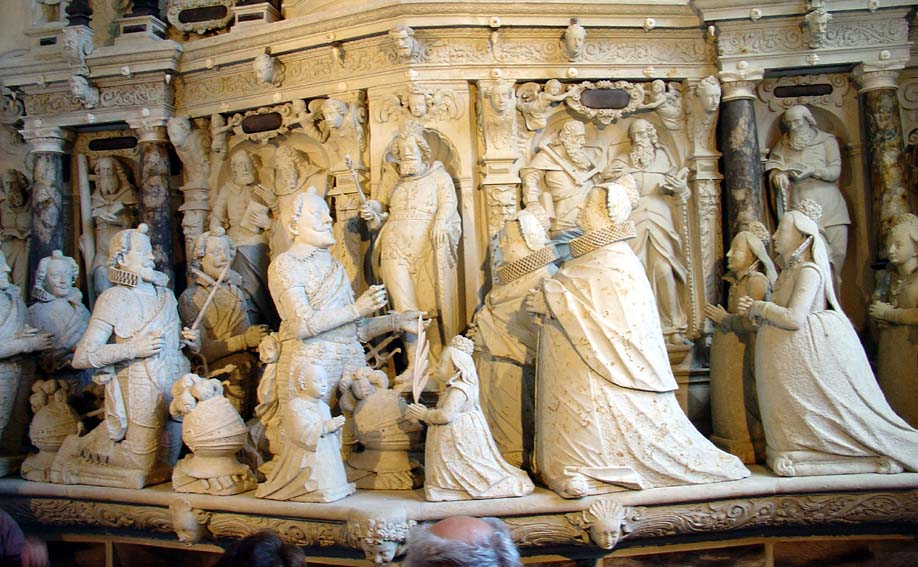
Kirche St. Marien und Laurentin: Detail der Bünauschen Grabstelle

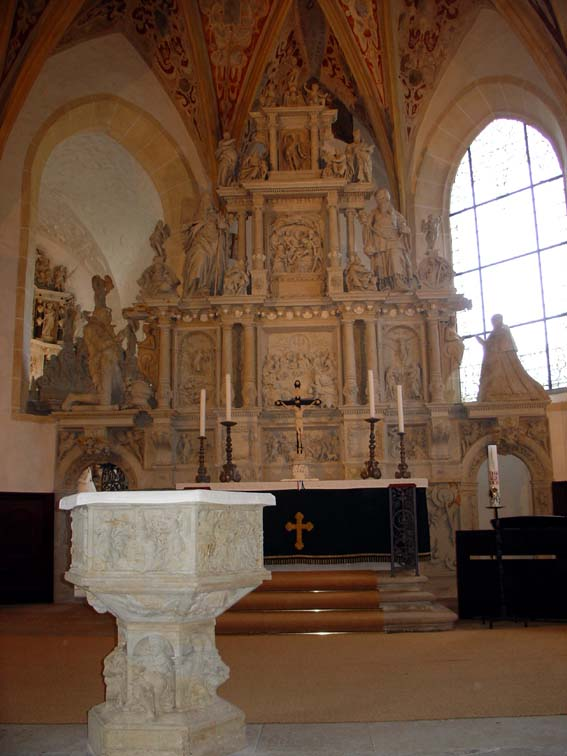
Kirche St. Marien und Laurentin: Taufstein und Altar

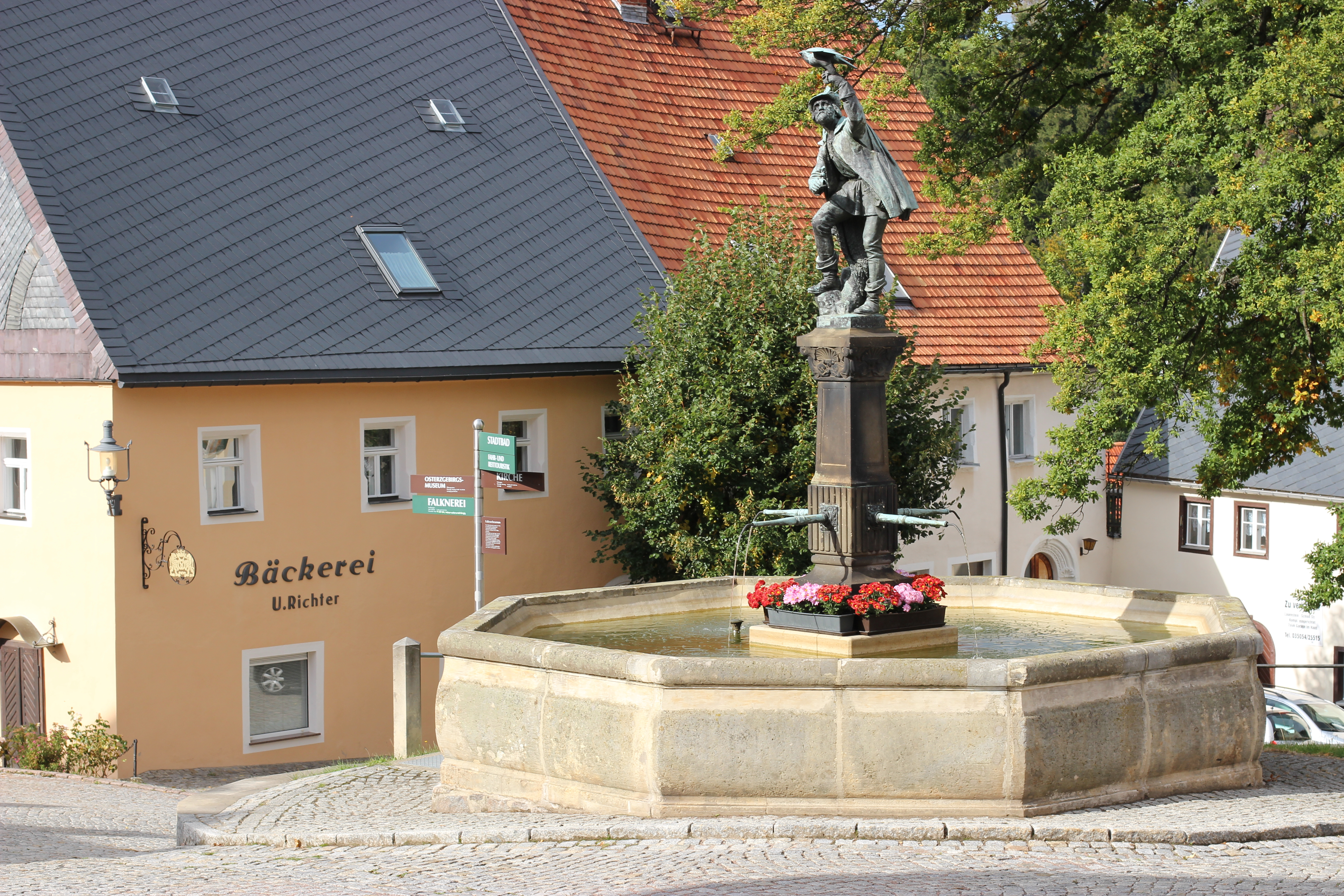
Falknerbrunnen

Die Bebauung schließt mit dem Marktplatz unmittelbar an das Schloss an. Aufgrund fehlender Industrialisierung und der weitgehenden Verschonung von sonstigen Katastrophen verharrte Lauenstein jahrhundertelang in seinem Baubestand, so dass die Bausubstanz der alten mittelalterlichen Bergstadt weitgehend erhalten blieb. Nennenswerte bauliche Erweiterungen wurden erst Ende des 19. Jahrhunderts in Bahnhofsnähe und entlang der Talstraße realisiert. Der Ortskern ist von einer harmonischen Geschlossenheit von Kleinstadthäusern der Handwerker und Händler geprägt. Im Vorstädtel vor der ehemals westlichen Stadtmauer stehen noch die größeren Häuser der Ackerbürger. Insgesamt stellen die Lauensteiner Häuser weitgehend bauliche Mischungen aus Fachwerk, Giebelholz- oder Schieferbeschlag und steinernen Erdgeschossen mit Tür- und Torbögen aus Sandstein dar. Das Ortsbild wird von der alten Burgruine mit dem Schloss und der Kirche bestimmt.
- Renaissanceschloss (16./17. Jahrhundert): reich verzierte Portale, Schlosskapelle mit spätgotischen Maßwerkfenstern und wertvollen Porträtplastiken sowie Renaissancekanzel aus der Meißner Nikolaikirche, prächtig ausgestaltete Innenräume (Wappensaal, Vogelsaal) mit sehenswerten Decken- und Wandmalereien und Stuckdecken
- Kirche St. Marien und Laurentin (1596–1602): nach dem Stadtbrand von 1594 durch Günther von Bünau als spätgotische dreijochige Hallenkirche mit massivem Turm erbaut, bedeutende und einzigartige Sandsteinarbeiten des Manierismus: dreistöckiger Sandsteinaltar (1594–1602) von Michael Schwenke mit lebensgroßen Figuren der von Bünaus (1615 hinzugefügt durch Lorenz Hörnig), Bünaukapelle (Erbgrabstelle der Herrschaftsfamilie Bünau, um 1600) mit reicher Deckstuckierung und neun Meter hohem mit Alabaster, Achat und Jaspis geschmücktem Familienepitaph der von Bünaus
- Falknerbrunnen: erbaut 1912

### Eingemeindungen
- 1976: Lauenstein wurde Mitglied des Gemeindeverbundes Altenberg
- 1. März 1994: Lauenstein wurde mit Bärenstein unter dem Namen Bärenstein zusammengeschlossen
- 1. August 1996: Lauenstein wurde nach Geising umgegliedert
- 1. Januar 2011: Durch die Eingemeindung von Geising wurde Lauenstein Altenberger Stadtteil

### Einwohner- und Größenentwicklung
Die über die Jahrhunderte bescheidene städtebauliche Entwicklung Lauensteins spiegelt sich in der Einwohnerentwicklung deutlich wider. Die Zahl der Bewohner belief sich bis zur Mitte des 19. Jahrhunderts auf etwa 300 bis 600. Kriegszeiten wie das Jahr 1813 traten in der Statistik durch vergleichsweise hohe Bevölkerungsverluste deutlich hervor. Die durch den Bau der Müglitztalstraße und der Müglitztalbahn verursachten Entwicklungsimpulse bewirkten im letzten Viertel des 19. Jahrhunderts ein Ansteigen der Einwohnerzahl auf etwa 900. Die größte Einwohnerzahl hatte Lauenstein, wie auch andere Orte in der Umgebung, nach dem Ende des Zweiten Weltkrieges. Damals zählte die Stadt knapp 1300 Bewohner, wobei der Anstieg auf Zuzüge von Vertriebenen aus den ehemaligen Ostgebieten zurückzuführen war. Seit 60 Jahren geht die Einwohnerzahl kontinuierlich zurück. Sie hat sich bis 2006, gemessen am Höchststand von 1946, mehr als halbiert. Die Ursachen dieser Entwicklung sind hauptsächlich in der niedrigen Geburtenrate und der arbeits- und ausbildungsplatzbedingten Abwanderung junger Menschen zu sehen.
| Jahr      | Einwohnerzahl | Wohnhäuser                   |
| --------- | ------------- | ---------------------------- |
| 1300      | 300 (1)       | …                            |
| 1530      | 400           | …                            |
| 1550      | 539 (2)       | …                            |
| vor 1618  | …             | 100                          |
| nach 1648 | …             | 69 Häuser, davon 7 unbewohnt |
| 1779      | 226           | 69 Häuser, 96 Familien (3)   |
| 1801      | …             | 84, 25 Wüstungen             |
| 1813      | 819           | …                            |
| 1815      | 440 (4)       | …                            |
| 1831      | 591           | 99                           |
| 1834      | 586           | …                            |
| 1839      | 600           | 98                           |
| 1871      | 807           | …                            |
| 1890      | 872           | …                            |

| Jahr | Einwohnerzahl |
| ---- | ------------- |
| 1900 | 760 (5)       |
| 1910 | 874           |
| 1925 | 964           |
| 1939 | 974           |
| 1946 | 1286          |
| 1957 | 1244          |
| 1962 | 1202          |
| 1970 | 1062          |
| 1997 | 832 (6)       |
| 1998 | 829           |
| 1999 | 800           |
| 2000 | 800           |
| 2001 | 758           |
| 2002 | 740           |

| Jahr | Einwohnerzahl |
| ---- | ------------- |
| 2003 | 690           |
| 2004 | 640           |
| 2005 | 619           |
| 2006 | 617           |
| 2007 | 603           |
| 2010 | 569           |
| 2011 | 564           |
| 2014 | 544           |
| 2015 | 534           |
| 2017 | 529           |
| 2018 | 517           |
| 2021 | 514           |

- historische Daten zusammengestellt nach:
  - Um Altenberg, Geising und Lauenstein (= Werte der deutschen Heimat. Band 7). 1. Auflage. Akademie-Verlag, Berlin 1964.
  - W. Bachmann: Lauenstein. In: Mitteilungen des Landesvereins Sächsischer Heimatschutz. Heft 3–4/1930. Dresden 1930. S. 161–187.
  - Barbara Bechter: St. Marien und Laurentin Lauenstein. München/Berlin 2000.
  - Karlheinz Blaschke: Das Städtewesen vom 12. bis zum 19. Jahrhundert. Beiheft zum Atlas für Geschichte und Landeskunde von Sachsen. Leipzig/Dresden 2003
  - Max Julius Büttner: Chronik der alten Bergstadt Lauenstein nebst einer Geschichte der Burg und ihrer Besitzer und der Beschreibung des Gotteshauses und seiner Kunstschätze. Leipzig 1902.
  - Sächsische Zeitung (Lokalausgabe Dippoldiswalde) vom 16. Januar 2006
  - Albert Schiffner: Handbuch der Geographie, Statistik und Topographie des Königreiches Sachsen Band2. Leipzig 1840

(1): geschätzt nach überlieferten Hauszahlen aus dem 16. Jahrhundert

(2): errechnet nach Steuerlisten

(3): Einwohner älter als 10 Jahre

(4): nach anderen Quellen 325 bzw. 360 Einwohner

(5): ca. 9.000 Einwohner im Bezirk des königl. Amtsgerichtes Lauenstein

(6): ab 1997 Angaben zum Jahresanfang

### Städtepartnerschaften
Lauenstein unterhält eine Partnerschaft zum gleichnamigen Ortsteil der Gemeinde Salzhemmendorf nahe Hameln in Niedersachsen. Auch das niedersächsische Lauenstein verfügte über eine Burg (heute Ruine), welche 1247 als „Castrum Levenstein“ erstmals beurkundet wurde.

## Wirtschaft und Infrastruktur

### Entwicklung der Wirtschaft
Das Wirtschaftsleben Lauensteins war bis ins 18. Jahrhundert hinein durch das städtische Gewerbe und Handwerk, die Landwirtschaft und den Bergbau geprägt.
Grundlage des städtischen Gewerbes waren die im Laufe der Zeit erworbenen städtischen Rechte, von denen das Marktrecht, das Bierbrauprivileg, das Recht zum Halten von Brot- und Fleischbänken und das Recht zum alleinigen Salzverkauf innerhalb der gesamten Grundherrschaft die bedeutendsten waren. In Lauenstein siedelten sich Handwerker und Kleinhändler an, die mit ihren Produkten den Bedarf der Burg, der Stadt und der Grundherrschaft befriedigten. Bereits bestanden frühzeitig Wirtschaftsbeziehungen zu Städten und Gemeinden jenseits der Grenzen der Grundherrschaft. So lieferten beispielsweise die Lauensteiner Fleischer bereits im 15. Jahrhundert bis nach Dresden.

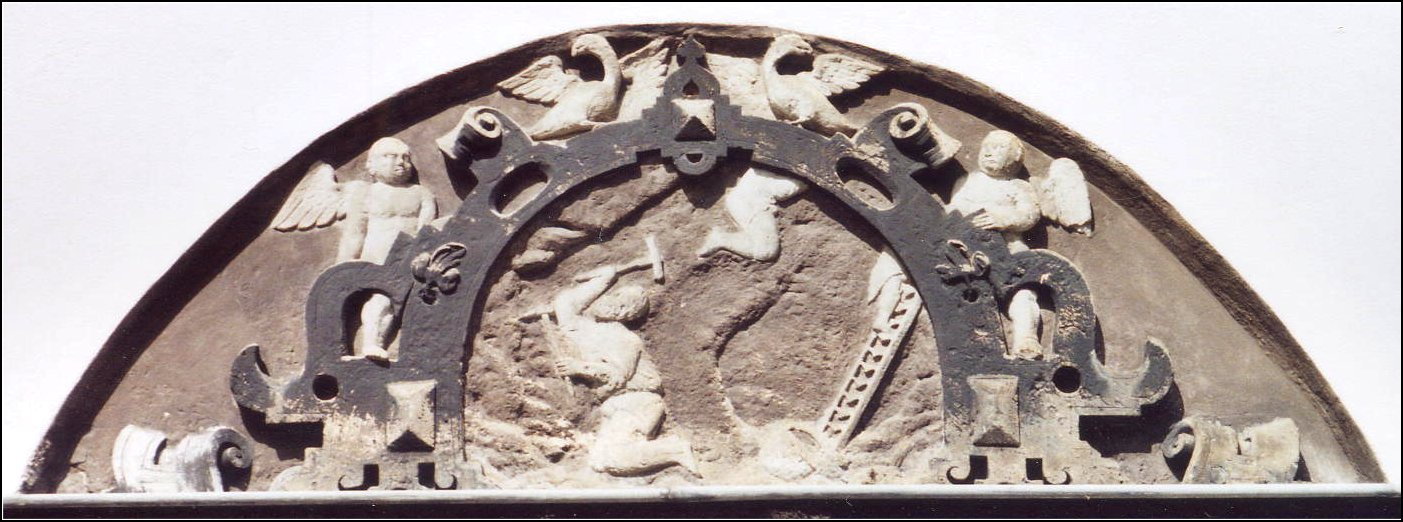
Bergbaumotiv über dem Schlossportal

Der Bergbau stellte das zweite sich rasch entwickelnde wirtschaftliche Standbein der Stadt dar. Es kann davon ausgegangen werden, dass die Aussicht auf bergbauliche Gewinne neben der Absicht der Grenzsicherung bereits bei der Anlage der Burg Lauenstein eine Rolle gespielt hat, da nach den Silberfunden bei Freiberg (1168) und dem Beginn des Zinnabbaus in Krupka (Graupen) (1241) zwischen den böhmischen Königen und den Markgrafen von Meißen ein Wettstreit um die Erschließung des Osterzgebirges begann. Bereits 1340 erwähnten Berichte drei Eisenhämmer auf Lauensteiner Flur. 1590 zählte der Chronist Petrus Albinus in seiner Meißnerischen Bergk Chronik das Lauensteiner Eisen neben dem von Berggießhübel und Glashütte zu den besten der deutschen Lande. Albinus bezog sich wahrscheinlich nicht auf Eisenerz, dass in Lauenstein selbst abgebaut wurde, sondern auf Erze, die u. a. im Raum Bad Gottleuba – Berggießhübel gefördert und wegen des Holzreichtums und der Wasserkraft der Müglitz zur Verarbeitung nach Lauenstein transportiert wurden. Zu dieser Zeit hatte auch der Zinnbergbau längst auf die Region übergegriffen. Wahrscheinlich begannen bereits 1450 Schürfarbeiten auf Zinnseifen durch Graupener Knappen. Nach anderen Quellen soll der erste Zinnfund 1487 am Standort des Rathauses (heute Gasthof am Markt) erfolgt sein. Hans Münzer, der Schloss Lauenstein 1464 erwarb, ließ sich vom sächsischen Kurfürsten das niedere Bergregal zur Zinnausbeute übertragen und richtete 1475 in Neugeising ein Vasallenbergamt für die Lauensteiner Herrschaft ein. Räumliche Schwerpunkte des Bergbaus bildeten die Erzvorkommen von Zinnwald, Bergbau fand auch im Geisinggrund, am Hirsch- und Hutberg bei Löwenhain und auf der Zeidelweide bei Fürstenau statt. 1732 wurde noch von sechs Stollen und Zechen auf Lauensteiner Flur und von über 120 in der Stadt wohnenden Bergleuten berichtet. Vier Jahre später, am 13. September 1736, nahmen in Lauenstein etwa 400 Bergleute an einem der größten Bergaufzüge im Osterzgebirge teil. Noch 1780 berichtete ein Chronist: „Die Herrschaft Lauenstein gehöret der Adlichen Bünauischen Familie und hat gute Zinnbergwerke.“ Anfang des 19. Jahrhunderts kam der Bergbau aber wegen der Erschöpfung der Lagerstätten und aufgrund der Folgewirkungen der letzten Kriege (Siebenjähriger Krieg, Befreiungskriege) zum Erliegen. Wiederbelebungsversuche Mitte des 19. Jahrhunderts blieben mit Ausnahme des Zinnwalder Bergbaus weitgehend erfolglos. Mit dem Niedergang des Bergbaus entwickelte sich im 19. Jahrhundert die Strohflechterei zum wichtigsten Nebenerwerbszweig.
Die Landwirtschaft auf den ackertragenden Gneisböden stellte die dritte Säule der wirtschaftlichen Entwicklung dar. Dabei ließen aber geringe Ackwerwertzahlen (etwa 25) und der ungünstige bzw. unwägbare Klimacharakter die Entwicklung einer Hochleistungswirtschaft nicht zu. Aufgrund der fehlenden Sicherheit bei der Kalkulation der Erträge stellte die Landwirtschaft bis in die Mitte des 20. Jahrhunderts hinein weitgehend nur einen Zusatzerwerb zum städtischen Gewerbe und Bergbau dar. Unter den 1835 gezählten 5.219 Bewohnern der Herrschaft Lauenstein befanden sich nur 300 Bauern. Ein weiteres Indiz der geringen Bedeutung der Landwirtschaft waren die kleinen Flurgrößen. Vor der Bodenreform (1945) bewirtschafteten zwei von drei Betrieben auf der Lauensteiner Flur weniger als 2 ha Fläche. Das betriebliche Augenmerk lag auf der Vieh- und Grundlandwirtschaft, wobei Heu- und Haferlieferungen aus dem Lauensteiner Umland bis zum Zweiten Weltkrieg ins Elbtal und nach Dresden geliefert wurden. Nach 1945 wurde die Landwirtschaft durch die Zusammenfassung der Kleinbetriebe im Rahmen der LPG-Bildung grundlegend umorganisiert und modernisiert. Dabei entstand im Lauensteiner Raum die LPG Vorwärts mit Sitz im benachbarten Bärenstein. Dieser Betrieb, der in den 1970er Jahren etwa 200 ha Fläche bewirtschaftete, konzentrierte sich auf die Weidewirtschaft, d. h. die Grünlandnutzung für die Milch- und Rindfleischgewinnung.

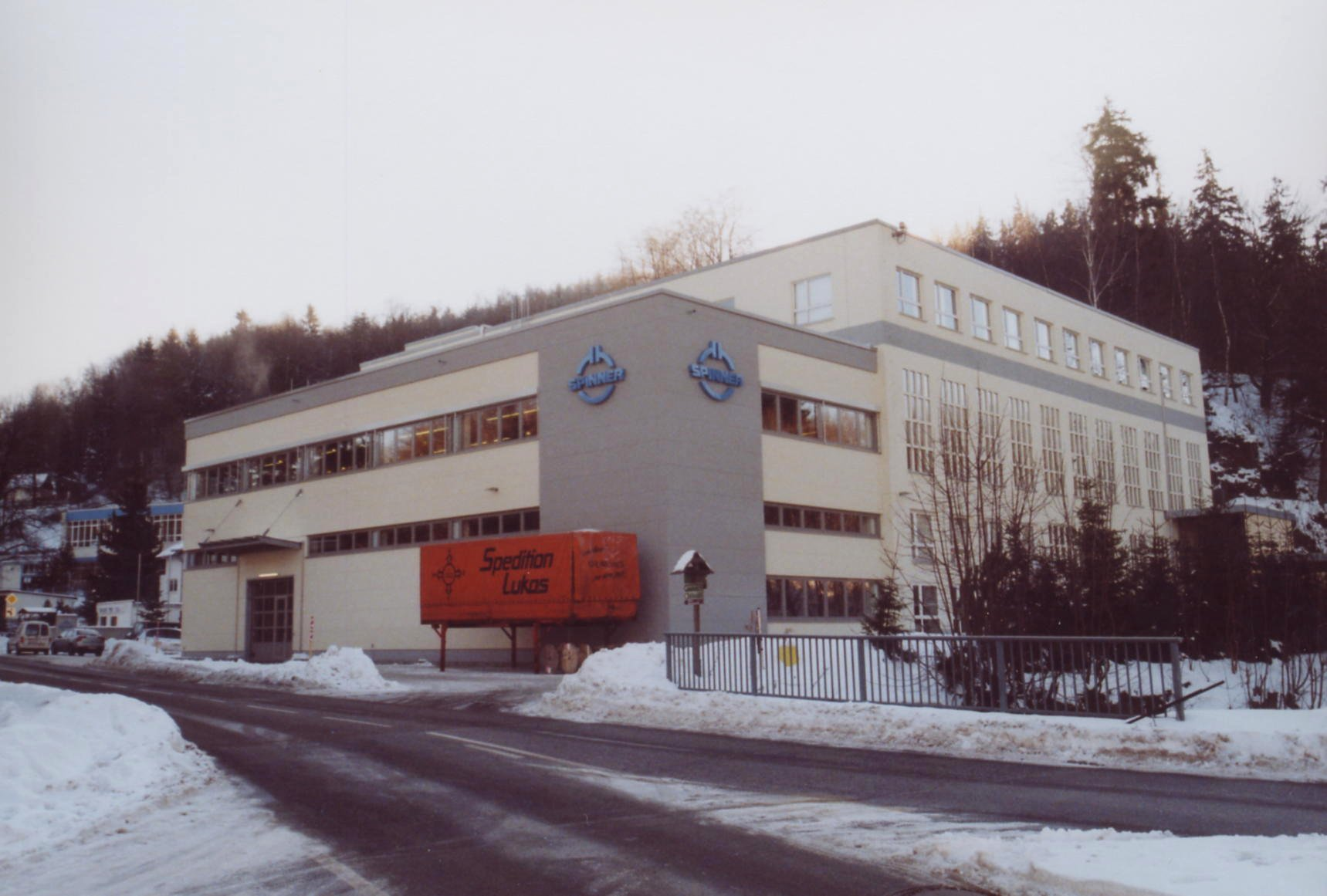
Betriebsteil der SPINNER GmbH

Die verkehrsmäßige Erschließung der Stadt und ihres Umfeldes legte im ausgehenden 19. Jahrhundert den Grundstein für eine bescheidene Industrialisierung. In den 1880er Jahren entstand als erste Fabrik die Spielwarenfabrik Kühnelt & Cie, die 100 Arbeiter beschäftigte, davon 50 in Heimarbeit. Ausgehend von der Uhrenproduktion in Glashütte etablierten sich ab 1918 auch kleine feinmechanische Produktionsstätten. Letztlich trug die Eröffnung der Müglitztalbahn ab 1890 zur Entwicklung des Fremdenverkehrs bei, wobei dieser aber deutlich hinter den Entwicklungen der benachbarten Orte, insbesondere von Geising und Altenberg zurückblieb. In den 1970er Jahren beherbergte Lauenstein ca. 6.000 Feriengäste pro Jahr, Altenberg hingegen 16.000. Lauenstein war bis 2018 staatlich anerkannter Erholungsort.
Heute wird die Wirtschaft Lauensteins von den typischen kleinstädtischen Gewerben und dem Tourismus geprägt. Ein Großteil der Einwohner pendelt zu den Arbeitsplätzen der umliegenden Orte bzw. in das obere Elbtal. Mit der Firma SPINNER Lauenstein GmbH verfügt die Stadt aber auch über einen mittelständischen Betrieb im verarbeitenden Gewerbe (ca. 90 Mitarbeiter (Stand Juni 2017)).

### Ansässige Unternehmen
- Spinner Lauenstein GmbH, ca. 90 Mitarbeiter (Stand Juni 2017[9]), Herstellung von HF-Kabeln für den Aufbau von Mobilfunksende- und Empfangsanlagen

### Entwicklung des Verkehrswesens

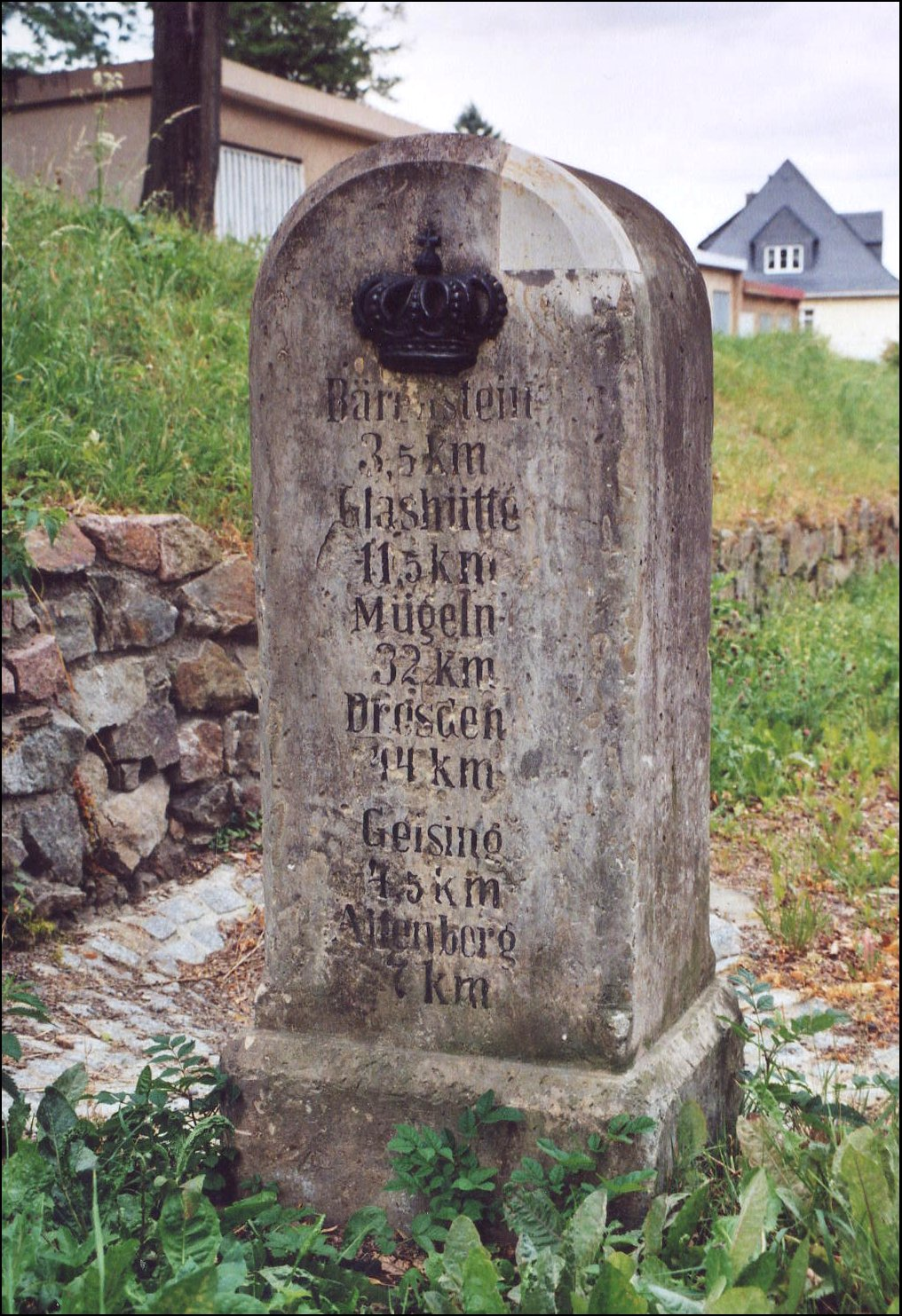
Königlich-sächsischer Stationsstein in Lauenstein

Die Erschließung des Gebietes um Lauenstein erfolgte bis ins 19. Jahrhundert durch Höhenstraßen, die das Dresdner Elbtal über den Osterzgebirgskamm mit Böhmen verbanden. Unmittelbar nordöstlich von Lauenstein verlief einer dieser Wege von Lockwitz über Glashütte, Dittersdorf, Liebenau nach Fürstenwalde. Von dort aus erfolgte der Abstieg über den Graupener oder Geiersberger Pass nach Nordböhmen. Durch Lauenstein führte ein Steig von Bärenstein nach Graupen (Krupka), der noch auf alten Messtischblättern als Gaupen-Weg vermerkt ist. Er war im 16. und 17. Jahrhundert als Verbindungsweg zu den bünauischen Herrschaften in Nordböhmen (Jílové u Děčína, Blansko, Děčín, Libouchec) besonders bedeutend.
Mit der zunehmenden Erschließung der Tallagen als Folge und Voraussetzung der gewerblichen Entwicklung nahm die Bedeutung der alten Höhenwege im 19. Jahrhundert drastisch ab. Das Müglitztal wurde ab 1847 durch eine Talstraße erschlossen, die Lauenstein 1857 erreichte. Als Staatsstraße 178 bildet sie heute eine wichtige Verbindung zwischen dem Wirtschaftszentrum des Ballungsraumes Dresden und dem Tourismusgebiet um Altenberg im oberen Osterzgebirge. Eine weitere Verbindung führt als S 174 von Lauenstein über Liebenau, Breitenau, Bad Gottleuba, Berggießhübel und Rottwerndorf nach Pirna. Diese Straße wurde zwischen 2002 und 2004 im Abschnitt Lauenstein–Liebenau für den Bau des Rückhaltebeckens Müglitztal völlig neu trassiert.
Mit dem Bau der Müglitztalbahn erhielt Lauenstein 1890 einen Bahnanschluss. Der Bahnhof wurde im Müglitztal an der Mündung des Roten Wasser, ca. 60 Höhenmeter unterhalb der Stadt errichtet. In seinem Umfeld befinden sich heute die Produktions- und Verwaltungsgebäude der Firma Spinner GmbH. Die Müglitztalbahn verbindet Lauenstein mit Altenberg und Heidenau. In Heidenau besteht Anschluss an die Elbtalbahn. Im Jahresfahrplan 2025 verkehren auf der Strecke von Montag bis Freitag jeweils 18 Zugpaare, am Sonnabend und Sonntag sind es jeweils 8. Die Fahrtzeit von Lauenstein nach Altenberg beträgt 14 Minuten, nach Heidenau 39 Minuten.
Der Busverkehr wird vom Regionalverkehr Sächsische Schweiz-Osterzgebirge (RVSOE) für den Verkehrsverbund Oberelbe abgewickelt. Lauenstein ist über Buslinien mit Altenberg, Geising und Glashütte verbunden.

## Kultur, Freizeit, Bildung, Sozialwesen

### Museen

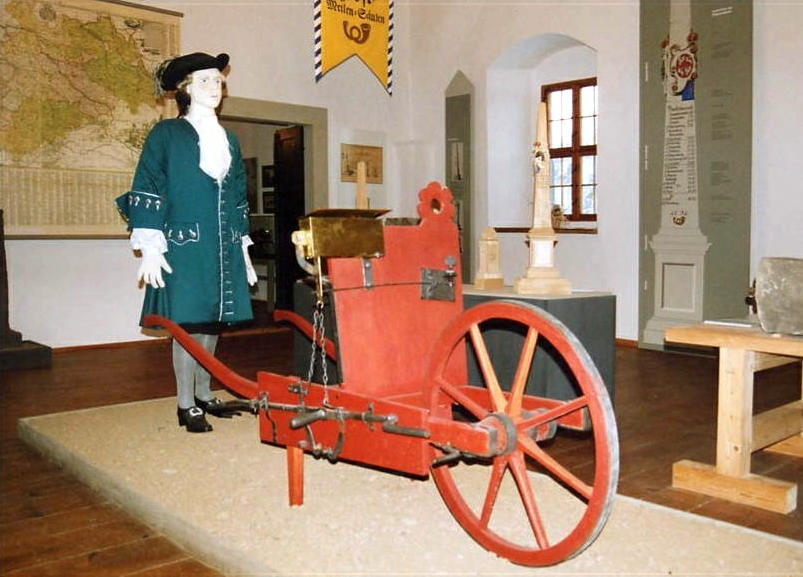
Osterzgebirgsmuseum, Ausstellung des kursächsischen Post- und Verkehrswesens

- Osterzgebirgsmuseum im Schloss

Das Museum widmet sich der Darstellung der Regional- und Stadtgeschichte sowie der Volks- und Naturkunde. Den Grundstock bildet eine vielseitige Sammlung von Jagd-, Kunst- und Gebrauchsgegenständen aus dem Fundus der Familie von Hohenthal, das Hohenthalische Raritätenkabinett. Das Museum zeigt zum Teil überregionale Dauerausstellungen zu Kursächsischen Postmeilensäulen, zu Jagd, Landschaftspflege und Naturschutz im Osterzgebirge, zur Geschichte des Osterzgebirgswaldes, zu Bau und Entwicklung der Müglitztalbahn und zum Leben und Wirken George Bährs und Johann Kuhnaus. 2008 nahm das Museum als eine von 23 nichtstaatlichen Einrichtungen Sachsens am Themenjahr Schlösser und Parks – romantisches Deutschland der Deutschen Zentrale für Tourismus (DZT) teil. Die Ausstellungen im Osterzgebirgemuseum zählten 2011 etwa 16.500 Besucher.

### Parks
- Barocker Schlosspark
- Botanischer Schlossgarten mit regionalen Nutz- und Zierpflanzen

### Freizeit
- Freibad
- Damwildgehege am Schloss
- Falknerei Lauenstein mit Vorführungen
- Galerie Bauer
- Sternwarte
- Reiterhof
- Saunaanlage

### Regelmäßige Veranstaltungen
- Schlosskonzerte
- Lauensteiner Kulturtage und Schlossfest (zweites Wochenende im September)
- Schlossnacht und Schützenfest (jährlich Samstag, zweite Woche nach Pfingsten)
- Weihnachtsmarkt (3. Advent)
- Sommersonnenwende an der Sternwarte
- Wintersonnenwende im Schlosshof

### Öffentliche und soziale Einrichtungen
- Bibliothek
- Jugendclub
- Kindergarten
- Schulhort

### Bildung
- Grundschule
- Naturlehrpfad Rund um Lauenstein (ca. 6 km)

## Sonstiges

### Katastrophen und Unglücke

#### Hochwasser
Das Müglitztal war in der Vergangenheit wiederholt von katastrophalen Hochwasserereignissen betroffen. In Lauenstein sind größere Fluten aus den Jahren 1609, 1618, 1679, 1694, 1897, 1927, 1957 und 2002 überliefert. Die Stadt selbst war aufgrund ihrer Lage weit oberhalb des Tales nicht betroffen. Schäden entstanden in der jüngeren Vergangenheit an dem im Tal gelegenen Bahnhof und den umliegenden Gewerbestandorten. Die Schäden summierten sich bei der Müglitz-Flut am 29./30. Juli 1897 auf 91.166 Mark. In der Katastrophenflut vom 8./9. Juli 1927 kamen im benachbarten Fürstenwalder Ortsteil Kratzhammer acht Menschen in den Müglitzfluten ums Leben. Auch in früherer Zeit sind wahrscheinlich die im Tal befindlichen Mühlen und Erzverarbeitungsstätten den Fluten wiederholt zum Opfer gefallen. Die Planung von Rückhaltebecken im Müglitztal gestaltete sich wegen der Besiedlung und der Steilheit des Tales (wenig Stauraum) schwierig. Die Flut vom Sommer 2002 hat allerdings den Bau eines Rückhaltebeckens im Müglitztal oberhalb Lauensteins forciert. Die Einweihung des 38,7 Millionen Euro kostenden Bauwerks erfolgte am 25. August 2006.

#### Kriege
Wegen der Grenzlage und der Nähe zu den nach Böhmen führenden Wegen und Steigen war Lauenstein oftmals Ziel kriegerischer Auseinandersetzungen. Burg und Stadt hatten wiederholt unter Kampfhandlungen und Plünderungen durchziehender Truppen zu leiden. So ließ 1429 Hussitenführer Andreas Prokop die Stadt während eines Feldzuges nach Dippoldiswalde beschießen. Dabei brannten über 40 Häuser ab, ohne dass Stadt und Burg jedoch erobert wurden. Am 8. August 1632 plünderten kaiserliche Truppen die Vorstadt, zündeten zehn Häuser an und erschossen einen Einwohner. 1643 legten die Kaiserlichen erneut Feuer und brachten die Pest in die Region. Auch während des Siebenjährigen Krieges, des bayerischen Erbfolgekrieges und der Befreiungskriege kam es durch durchziehende Truppen wiederholt zu Plünderungen.

#### Stadtbrände

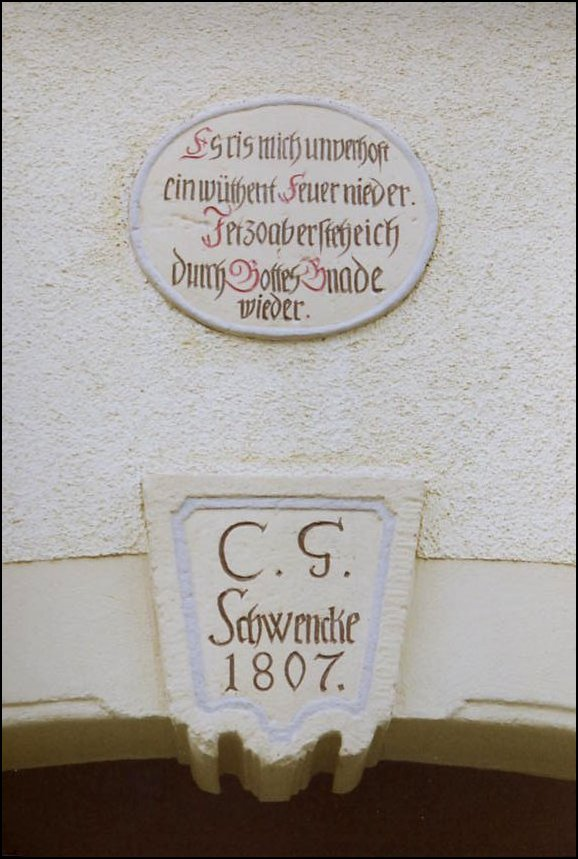
Inschrift zur Erinnerung an den Stadtbrand von 1806

Im Laufe der Geschichte wurde Lauenstein wiederholt von Stadtbränden heimgesucht. Dabei vernichteten die Flammen 16 Häuser am Trinitatistag 1519. Der verheerendste Stadtbrand ereignete sich am 2. Mai 1594, als Kirche, Schloss, Rathaus, Pfarramt und 54 Bürgerhäuser niederbrannten. Einem Feuer am 11. Dezember 1806 fielen ebenfalls mehrere Gebäude im Stadtzentrum zum Opfer. Noch heute findet sich auf zahlreichen Gebäuden zwischen Schloss und Kirche die Jahreszahl 1807 als Datum der Neuerbauung über dem Türstock.

## Persönlichkeiten

### Söhne und Töchter
- Kaspar Kittel (1603–1639), Komponist
- Ernst Katzer (1839–1921), Geistlicher
- Otto Meltzer (1846–1909), Historiker und Gymnasiallehrer
- Alexander Tille (1866–1912), Germanist, Philosoph und Wirtschaftsfunktionär und Vertreter des Sozialdarwinismus
- Armin Tille (1870–1941), Archivar, 1920–1934 Direktor des Thüringischen Staatsarchivs in Weimar
- Karl Richard Henker (1873–1942), Architekt und Zeichner

### Personen, die vor Ort gewirkt haben
- George Bähr (1666–1738): Der Baumeister der Dresdner Frauenkirche zog mit seinen Eltern um 1670 von Fürstenwalde nach Lauenstein. Dort besuchte er die Schule und absolvierte eine Zimmermannslehre. Bähr hielt sich wahrscheinlich bis gegen 1689 in Lauenstein auf.

## Dialekt
Der ursprünglich in Lauenstein und Umgebung gesprochene erzgebirgische Dialekt wird durch die Einflüsse der Medien, der Schule und des Fremdenverkehrs immer mehr zugunsten der Obersächsischen (Meißnischen) Mundart verdrängt.